# Piero Brandi
Piero Brandi (Pergine Valdarno, 22 gennaio 1939 – Arezzo, 22 novembre 2004) è stato un pugile italiano, olimpionico a Roma 1960. Fu Campione nazionale dei pesi superleggeri e sfidante al titolo europeo.

## Biografia
Piero Brandi nasce a Pieve a Presciano, frazione di Pergine Valdarno, oggi compreso nel comune di Laterina Pergine Valdarno, in provincia di Arezzo.

### Carriera dilettantistica
Brandi consegue i maggiori successi in carriera nel periodo amatoriale. Vince la medaglia d'argento, nei superleggeri, ai Campionati europei 1959 a Lucerna battendo, al primo turno, il polacco Jerzy Kulej, futuro bicampione olimpico a Tokyo 1964 e a Città del Messico 1968. Si arrende soltanto in finale di fronte al Campione Olimpico uscente, il sovietico Vladimir Engibarjan, ai punti.
Fa parte della rappresentativa azzurra alle Olimpiadi di Roma 1960. Batte al primo turno il giapponese Katsuji Watanabe e al secondo l'argentino Luis Aranda. Cede ai punti nei quarti di finale al fortissimo cecoslovacco Bohumil Němeček, che poi vincerà la medaglia d'oro.
Dopo le Olimpiadi rimane dilettante ancora un anno per partecipare ai Campionati mondiali militari a Fort Dix, dove vince la medaglia d'argento, cedendo in finale allo statunitense Quincey Daniels, già bronzo a Roma.

### Carriera professionistica
Brandi combatte per la prima volta da professionista il 14 aprile 1962 nella sua Arezzo, battendo Ernesto Sardelli per abbandono alla quarta ripresa. Consegue una striscia di venti combattimenti, tutti vinti, prima di pareggiare con Nedo Stampi, a Firenze, il 3 aprile 1963. Successivamente batte il futuro campione d'Europa Maurice Tavant ma perde per abbandono alla quinta ripresa con Massimo Consolati il 28 novembre 1963 a Mestre.
Il 24 settembre 1964, a Treviso, incontra l'imbattuto campione italiano dei superleggeri Sandro Lopopolo. Di fronte a un pubblico completamente a favore dello sfidante, il milanese, come sua abitudine, fa il minimo per prevalere ma viene punito da un verdetto che assegna la vittoria per due-tre punti a Piero Brandi che diventa così campione d'Italia. 
Brandi conserva il titolo pareggiando a Rimini contro Efrem Donati, il 6 gennaio successivo. È costretto a concedere la rivincita a Lopopolo che il 13 marzo 1965, a Genova, si rimpossessa della cintura di campione d'Italia per abbandono di Brandi all'8º round.
Dopo questo incontro Brandi tenta la scalata al titolo europeo nella sua Arezzo contro il tedesco Willy Quatuor, il 18 marzo 1966, ma è sconfitto per KO all'ottava ripresa. Combatte vittoriosamente un ultimo match, a Noventa, contro lo spagnolo Vicente Ferrando, poi si ritira dalla boxe.